# Alvin el aprendiz
Alvin el aprendiz es la tercera novela de la saga de Alvin Maker del escritor estadounidense Orson Scott Card. Fue escrita en 1989 y publicada en España por las editoriales Nova y Ediciones B, en traducción de Paula Tizzano. La serie está compuesta por un total de seis libros hasta la fecha (2007), aunque ya se trabaja en el último libro de la serie que sería llamado Master Alvin. Esta segunda parte fue finalista en los premios Nebula en 1989 y Hugo en 1990.

## Argumento
Cuando Peggy Guester vio el futuro del hijo de la esclava fugitiva que salvaron de una muerte segura decide marcharse para buscarse un lugar en el mundo. El hijo de la esclava es un niño mulato que se queda a cargo de la familia de Peggy y es llamado Arturo Estuardo.
Por su parte, Alvin Miller llega con un año de retraso a Rio Hatrack para ser aprendiz de herrero. Durante todo el tiempo de instrucción Alvin curte su cuerpo y su espíritu con su autodisciplina para poder sacarle provecho en un futuro como hacedor. 
Durante todo este tiempo, Alvin ha sido de las pocas compañías agradables que ha tenido el joven Arturo Estuardo.
La llegada de una profesora a Rio Hatrack provocara una serie de sucesos en los que Alvin, estará obligado a enfrentarse al Deshacedor bajo diferentes formas en su lucha constante.
| Predecesor                          | Premios de Alvin el aprendiz                      | Sucesor                     |
| ----------------------------------- | ------------------------------------------------- | --------------------------- |
| El profeta rojo de Orson Scott Card | Premio Locus a la mejor novela de fantasía (1990) | Tehanu de Ursula K. Le Guin |

- Datos: Q3089022